# Kanton Clermont-en-Argonne
Clermont-en-Argonne is een kanton van het Franse departement Meuse. Het kanton maakt deel uit van het arrondissement Verdun.

## Geschiedenis
Door toepassing van het decreet van 17 februari 2014 werden op 22 maart 2015 de gemeente Vilosnes-Haraumont van het kanton Dun-sur-Meuse, de gemeenten Béthelainville, Béthincourt, Chattancourt, Fromeréville-les-Vallons, Marre en Montzéville van het kanton Charny-sur-Meuse en alle gemeentes van de kantons Montfaucon-d'Argonne en Varennes-en-Argonne opgenomen in het kanton Clermont-en-Argonne, dat daarmee van 14 naar 50 gemeenten groeide.

## Gemeenten
Het kanton Clermont-en-Argonne omvat de volgende gemeenten:
- Aubréville
- Avocourt
- Bantheville
- Baulny
- Béthelainville
- Béthincourt
- Brabant-en-Argonne
- Brabant-sur-Meuse
- Brocourt-en-Argonne
- Boureuilles
- Charpentry
- Chattancourt
- Cheppy
- Cierges-sous-Montfaucon
- Le Claon
- Clermont-en-Argonne
- Consenvoye
- Cuisy
- Cunel
- Dannevoux
- Dombasle-en-Argonne
- Épinonville
- Esnes-en-Argonne
- Forges-sur-Meuse
- Froidos
- Fromeréville-les-Vallons
- Futeau
- Gercourt-et-Drillancourt
- Gesnes-en-Argonne
- Les Islettes
- Jouy-en-Argonne
- Lachalade
- Malancourt
- Marre
- Montblainville
- Montfaucon-d'Argonne
- Montzéville
- Nantillois
- Le Neufour
- Neuvilly-en-Argonne
- Rarécourt
- Récicourt
- Regnéville-sur-Meuse
- Romagne-sous-Montfaucon
- Septsarges
- Sivry-sur-Meuse
- Varennes-en-Argonne
- Vauquois
- Véry
- Vilosnes-Haraumont